# L'Objet de mon affection
L'Objet de mon affection (The Object of my Affection) est le premier roman de l'auteur américain Stephen McCauley. Le livre est paru en 1987 et a été adapté au cinéma en 1998 par Nicholas Hytner, avec Jennifer Aniston et Paul Rudd.